# Thottapalayam orthohantavirus
Thottapalayam orthohantavirus (англ.), ранее Thottapalayam virus, — вид вирусов из семейства Hantaviridae порядка Bunyavirales. Распространён на территории Индии и Китая. Известен тем, что стал первым хантавирусом, изолированным из представителя семейства землеройковых. Представляет интерес тем, что является единственным хантавирусом, не вызывающим у человека никаких симптомов.

## История изучения
Впервые Thottapalayam orthohantavirus обнаружен в 1964 году во время исследования эпидемии японского энцефалита на территории Индии. Тогда в деревне Thottapalayam рядом с городом Веллуру была поймана гигантская белозубка, в тканях которой и был обнаружен вирус. В связи с тем, что носителем вируса не являлся представитель грызунов (что характерно для всех хантавирусов), он долгое время не был классифицирован. В 1989 году проведено массовое изучение неклассифицированных вирусов с помощью электронного микроскопа. Тогда было показано, что ультраструктура Thottapalayam orthohantavirus очень схожа с другими представителями семейства хантавирусов. В 1993 году это заявление было подкреплено филогенетическими и серологическими исследованиями. В 2017 году в связи с выделением порядка Bunyavirales и ревизией рода Hantavirus название вида изменено, как и у большинства других относящихся к порядку таксонов.
Несмотря на достаточно длительную историю изучения, ещё очень мало известно о происхождении и эволюции Thottapalayam orthohantavirus.

## Переносчик
Естественным резервуаром для Thottapalayam orthohantavirus является гигантская белозубка. Тем не менее, имеются предположения, что этот вирус изначально развивался в организме неизвестного вида грызунов, потом перейдя к землеройке.